# Sericania
Sericania är ett släkte av skalbaggar. Sericania ingår i familjen Melolonthidae.

## Dottertaxa tillSericania, i alfabetisk ordning[1]
- Sericania alternata
- Sericania angulata
- Sericania awana
- Sericania babaulti
- Sericania besucheti
- Sericania bhojpurensis
- Sericania carinata
- Sericania chikuzensis
- Sericania costulata
- Sericania dispar
- Sericania dubiosa
- Sericania elongata
- Sericania fuscolineata
- Sericania galloisi
- Sericania gilgitensis
- Sericania hazarensis
- Sericania heinzi
- Sericania hidana
- Sericania kadowakii
- Sericania kashmirensis
- Sericania khagana
- Sericania kirai
- Sericania kleebergi
- Sericania kobayashii
- Sericania kompira
- Sericania koryoensis
- Sericania kurilensis
- Sericania laeticula
- Sericania latisulcata
- Sericania lewisi
- Sericania loebli
- Sericania mara
- Sericania marginata
- Sericania matusitai
- Sericania mela
- Sericania mimica
- Sericania miyakei
- Sericania nepalensis
- Sericania ohirai
- Sericania ohtakei
- Sericania opaca
- Sericania pacis
- Sericania piattellai
- Sericania poonchensis
- Sericania quadrifoliata
- Sericania sachalinensis
- Sericania serripes
- Sericania shikokuana
- Sericania sinuata
- Sericania swatensis
- Sericania tohokuensis
- Sericania torva
- Sericania yamauchii
- Sericania yamayai